# Wang Shanshan
Wang Shanshan (født 27. januar 1990) er en kinesisk fodboldspiller, der spiller som angriber for Tianjin Huisen og Kinas kvindefodboldlandshold.